# René Biver
René Biver (* 24. Oktober 1920 in Luxemburg; † 24. Oktober 1983 in Sassenheim) war ein Radrennfahrer aus Luxemburg und nationaler Meister im Radsport. 

## Sportliche Laufbahn
Biver begann mit siebzehn Jahren bei CCI Differdange mit dem Radsport. Ein Jahr später wechselte er zum Verein UC Dippach. Nach zwei Siegen in kleineren Rennen und vielen guten Platzierungen wurde er Dritter der Landesmeisterschaft der Amateure. Seine Karriere wurde jedoch durch den Zweiten Weltkrieg abrupt unterbrochen. Als er 1941 in die Wehrmacht zwangsrekrutiert werden sollte, floh er per Fahrrad in den unbesetzten Teil Frankreichs und schloss sich 1944 dem Verband Francs-tireurs et partisans (FTP) des französischen Widerstands an. 1946 bestritt er wieder Radrennen und wurde Landesmeister der Amateure. 1948 wechselte er ins Lager der Berufsfahrer, ohne einen Vertrag mit einem Team zu haben. Er startete bei der Tour de France, schied aber nach der 8. Etappe aus. Bei der Tour de Suisse belegte er den 35. Rang, die heimische Landesrundfahrt hatte er als 16. beendet. Auch 1949 und 1951 konnte er die Tour jeweils nicht zu Ende fahren. Danach beendete er seine Laufbahn.

## Berufliches
Biver war nach seinem Karriereende Angestellter der staatlichen Bahn in Luxemburg. In seiner Heimatgemeinde Sassenheim war er lange Zeit als Kommunalpolitiker der  Luxemburgischen Sozialistischen Arbeiterpartei (LSAP) und zuletzt als 1.  Schöffe tätig.

## Ehrungen
In seinem Heimatort ist ein Platz nach ihm benannt.